# Mewlud Lobżanidze
Mewlud Lobżanidze (ur. 2 listopada 1968 w Tbilisi) – gruziński judoka.

## Życiorys
Uczestniczył w Letnich Igrzyskach Olimpijskich w 1996, gdzie zajął 17. miejsce. Był także uczestnikiem Mistrzostw Europy w Judo w 1996, zajmując 7. miejsce.